# Xanton-Chassenon
Xanton-Chassenon är en kommun i departementet Vendée i regionen Pays de la Loire i västra Frankrike. Kommunen ligger i kantonen Saint-Hilaire-des-Loges som tillhör arrondissementet Fontenay-le-Comte. År 2022 hade Xanton-Chassenon 743 invånare.

## Befolkningsutveckling
Antalet invånare i kommunen Xanton-Chassenon
| Referens: INSEE |